# Међународна година жена
Међународни година жена (скраћено: МГЖ) је име које је дато 1975. години у Организацији Уједињених нација. Почев од ове године 8. март се обележава као Међународни дан жена, а такође је установљена деценија Уједињених нација за жене, од 1976. до 1985. године.

## Историја
Након вишегодишњег рада Комисије Уједињених нација о статусу жена (КСЖ) на усвојању декларације о елиминацији дискриминације жена, КСЖ је 1965. године године почео да ради на проглашавање декларације о заштити женских људских права. Удруживањем одговорима који се односе на образовање, запошљавање, насљеђе, казнену реформу и друга питања од владиних актера, представника невладиних организација и особља УН-а, делегати КСЖ-а су израдили Декларацију о елиминацији дискриминације жена (ДЕДЖ), коју је усвојла Генерална скупштина 7. новембра 1967. године. Када је декларација добила подршку, следећи корак је био припрема за постизање Конвенције. Иако је дошло до кашњења, до 1972. године, када је Конгрес Сједињених Америчких Држава прошао одељак IX, елиминишући дискриминацију у образовању за сваку институцију која добија савезно финансирање надајући се да би пролаз могао бити сигуран. У међувремену, чланови женске Међународне Демократске Федерације жена (МДФЖ) већ дуго траже међународну годину жена и конференцију која ће се бавити неједнакошћу жена. Пошто је МДФЖ био проглашен посматрачом, а не чланом комисије за положај жена, они нису могли директно предложити догађај, већ су израдили предлог. Увјеравајући румунски делегата у КСЖ да представи приједлог као свој, који је направљен је од стране Финске. Заузврат, КСЖ је одобрио овај предлог и поднео га Генералној Скупштини, која је прогласила 1975. годину Међународном годином жена у децембру 1972. године. Датум је био значајан јер би се то догодило на тридесетој годишњици оснивања Уједињених нација. Али било је проблема са конференцијом. У почетку совјетске жене одбацују позив на конференцију, преферирајући да одрже своју конференцију у Источном Берлину која неће бити предмет УН структуре. У оквиру политике хладног рата, Сједињене Државе су тада предложиле да конференција не буде ограничена само на жене, већ да треба бити родно неутрална, јер се конференција о свим женама неће озбиљно схватити. На крају Мексико сити је пристао да одржи конференцију, и комисија за положај жена је поставила задатке на припреми "машинерије" неопходне да обезбеди пролаз за Декларацију о елиминацији дискриминације жена (ДЕДЖ). Хелви Сипила је био изабран за помоћника Генералног секретара за социјални развој и хуманитарна питања и одговоран за организацију манифестација у току године.

## Међународна

### Мексико сити
Прва Светска конференција УН о статусу жена, одржана је у Мексико ситију од 19. јуна до 2. јула. Конференција из 1975. године довела је до усвајања Светског акционог плана, као и Декларације мексика о равноправности жена и њиховог доприноса развоју и миру. То је довело до стварања механизама за праћење, као што су, Међународни научно-истраживачки и наставни институт за побољшање положаја жена (МНИИППЖ) и Развојни фонд Организације уједињених нација за жене (РФОУНЖ) и да доведе у акцију планове за наредне конференције; прва од којих ће бити одржана у 1980. године у Копенхагену. Успоставио је период од 1975. до 1985. године као Декаду жена УН-а, како би се омогућила процјена напретка и неуспеха и резултирале су захтевом да се Конвенција о елиминацији свих облика дискриминације жена (КЕДЖ) брзо ратифицира. Трећа конференција из 1985. године у Најробију, Кенија, не само да је затворила деценију жена, већ је поставила серију распореда држава чланица за укидање законске родне дискриминације у националним законима до 2000. године. Конференцији у Мексико Ситију 1975. године присуствовало је преко хиљаду делегата. Истакнути учесници су укључивали и Елизабет Рид и Маргарет Вајтлам из Аустралије. Међународна година жена је такође организовала трибину на којој је учествовало 4000 жена у 1975. години.

### Источни Берлин
Светски Конгрес жена одржан је у Источном Берлину у оквиру Међународне године жена убрзо након догађаја у Мексико ситију. Он је идеализовао равноправност жена као "истинско оличење социјалистичког концепта људских права". Радна група за равноправна права, састављена од стручњака за владу и право из Академија наука Источне Немачке, Универзитета Хумболт и Централног Комитета Јединственe социјалистичкe партијe Немачке одбацила је идеју да би женска права требало да потпадну под посебну област одређену родном равноправношћу, али би се требало управљати ставом људских права Уједињених нација. Анђела Дејвис је била једна од главних гостију на конференцији, као и Хортесија Аљенде, бивша прва дама Чилеа. Државни спонзорски програм заговарао је женску солидарност у националним борбама да ослободе жене од угњетавања на основу класе, расе и пола кроз државни социјализам.

### Брисел
Међународни трибунал за злочине над женама је био планиран као догађај за Међународну годину жена, али није био одржан, него тек од 4 од 8. марта 1976. године у Бриселу, Белгија. Ограничена ограничењима финансирања, конференција је била домаћин 2000 жена из четрдесет земаља. Предавачи су говорили о економској експлоатацији и насиљу над женама у многим облицима. Најзначајнији развој који је изашао на конференцији била је Међународна Феминистичка мрежа.

## Контрадикција ционизма
Конференција из 1975. године била је такође значајна за доношење првог решења "ционизам је расизам" на било ком форуму спонзорисаном од стране УН-а, на тај начин припремајући пут за Резолуцију 3379 Генералне Скупштине Организације Уједињених нација у новембру 1975. године.
Изјава једнакости ционизма са расизмом, била је укључена као прилог извештају који треба размотрити на завршној конференцији Декаде жена Уједињених нација 1985. године у Најробију, Кенија. Међутим, како је Марлин Левин навео у књизи Узео је сан: Прича Хадасе (1997), Бернице je затражила од председника Роналда Регана да јавно одбаци резолуцију УН. Он се сложио и обећао да ће САД делегација изаћи из Најробија, ако резолуција о једнакости ционизма и расизма буде укључена у завршну декларацију конференције. Бернице Танненбаум је такође убедила Сенат Сједињених Америчких Држава да осуди резолуције конференције и да захтевају њено повлачење. Такође, лично је летела у Кенију са нацртом резолуције Сената, где је Морин Реган, ћерка од председника Роналда Регана и шефица америчке делегације, поновила обећање председника да ће се повући са конференције, ако је резолуција укључена у завршну делегацију конференције. Кенија је затим посредовала компромису у којем је ционизам изостављен из завршног извештаја конференције.

## Национални

### Аустралија
Конференција 'жене и политика' је одржана у септембру уз учешће 700 жена.

### Канада
Догађаји Међународне године жена у Канади у целини су подигли ниво свести канадским женама, као и широј јавности о широком спектру женских питања и достигнућа. Подстакла је стварање Удружења жена и удружења за правнике у Онтарију и Синдиката службе и малопродаје Канаде и понудила средства за многе да учествују у едукативним и уметничким подухватима у циљу представљања перспективе жена. Један од таквих напора била је петиција Националном филмском одбору Канаде која је довела до стварања Студија Д. Универзитет у Гуелпху одржао је конференцију у септембру посвећену Нели МекКлунг и реформским питањима која су јој била важна.

### Нови Зеланд
Велика Женска Конвенција је одржана у јуну у Велингтону.

### Сједињене Америчке Државе
Активности у подршци Међународној години жена одржане су широм САД од стране приватних организација и невладиних организација, као на пример, у Коннектикату, 11—12. јуна 1977. године и Конгрес у великом Кливленду. Један од најзначајнијих догађаја у Америци, који је био финансиран од стране владе САД, одржан је у Хјустону, у Тексасу. Иако је планиран као МГЖ догађај, до њега је дошло тек 1977. године. 1977 Национална конференција жена укључивала је жене из сваке државе у Сједињеним Државама и развила је Национални акциони план, који је садржао многе тачке Светског акционог плана.

## Резултати
Као резултат међународног фокусира на жене у 1975. години креиран је велики број институција:
- Међународни истраживачки и наставни институт за побољшање положаја жена (МИНИППЖ)
- Развојни фонд Организације уједињених нација за жене (РФОУНЖ)
- Ресурсни центар за женске студије основан је у Јужној Аустралији током јула.[26]

## Грб
Међународни година жена је такође покренула "грб голуб" који користе МГЖ, ДЕДЖ и УНИФИЛ. Стилизована голубица сече женски симбол и знак једнакости, грб је донирао 27-годишњи графички дизајнер Валери Петис из компаније за оглашавање из Њујорка. Грб остаје званични симбол "УН-жене" и користи се у Међународном дану жена приликом прославе овог дана.

## Списак литературе

### Цитати
1. ↑  International Women's Day
2. ↑  Fraser 1999, стр. 891–892. sfn грешка: више циљева (2×): CITEREFFraser1999 (help)
3. 1 2  Fraser 1999, стр. 893–894. sfn грешка: више циљева (2×): CITEREFFraser1999 (help)
4. ↑  Armstrong 2013, стр. 201.
5. ↑  "Background of the Conference" 1976, стр. 123.
6. ↑  Ghodsee 2010, стр. 5.
7. 1 2  Friedan 1998, стр. 441.
8. ↑  Teltsch 1974, стр. 43.
9. 1 2  „1st World Conference on Women, Mexico 1975”. Choike, Third World Institute. Архивирано из оригинала 22. 7. 2012. г. Приступљено 15. 7. 2007.
10. 1 2  Allison Dowie, Dangers on the Road to Complete Emancipation, Glasgow Herald, 22 October 1974.
11. ↑  Fraser, Arvonne S. (1999). „Becoming Human: The Origins and Development of Women's Human Rights”. Human Rights Quarterly: 853—906. JSTOR 762751. S2CID 143911777. doi:10.1353/hrq.1999.0050.
12. ↑  WOMEN ON THE MOVE: Message from the Secretary-General, Gertrude Mongella, Secretariat of the Fourth World Conference on Women. United Nations. March 1994/No. 1.
13. ↑  Implementation of the Nairobi Forward-looking Strategies for the Advancement of Women. United Nations General Assembly. A/RES/40/108, 13 December 1985, 116th plenary meeting.
14. ↑  Mary K. Meyer, Elisabeth Prügl. Gender politics in global governance. Rowman & Littlefield. 1999.  978-0-8476-9161-6. стр. 178–181.
15. ↑  Anne Winslow. Women, politics, and the United Nations
Volume 151 of Contributions in women's studies. Greenwood Publishing Group. 1995.  978-0-313-29522-5. стр. 29–43.
16. ↑  Chadwick F. Alger. The future of the United Nations system: potential for the twenty-first century. . United Nations University Press. 1998. стр. 252—254. ISBN 978-92-808-0973-2. Недостаје или је празан параметар |title= (помоћ)
17. 1 2  „International Women's Year, 1975”. National Archives of Australia. Архивирано из оригинала 10. 6. 2007. г. Приступљено 15. 7. 2007.
18. ↑  Text of resolution 3379:

TAKING NOTE of the Declaration of Mexico on the Equality of Women and Their Contribution to Development and Peace 1975, proclaimed by the World Conference of the International Women's Year, held at Mexico City from 19 June to 2 July 1975, which promulgated the principle that "international co-operation and peace require the achievement of national liberation and independence, the elimination of colonialism and neo-colonialism, foreign occupation, Zionism, apartheid and racial discrimina as the recognition of the dignity of peoples and their right to self-determination".; „A/RES/3379 (XXX) of 10 November 1975”. Архивирано из оригинала 6. 12. 2012. г. Приступљено 11. 11. 2012.
19. ↑  „Архивирана копија”. Архивирано из оригинала 2. 11. 2012. г. Приступљено 7. 3. 2018.
20. 1 2 3 4 5  Sam Roberts, "Bernice Tannenbaum, Who Fought U.N. Resolution on Zionism, Dies at 101", 9 April 2015.
21. ↑  Sawer, Marian (29. 9. 2006). „Red, White and Blue, What Do They Mean to You? The Significance of Political Colours”. Архивирано из оригинала 05. 06. 2011. г. Приступљено 15. 7. 2007.
22. ↑  „Forum 1975”. Архивирано из оригинала 28. 9. 2007. г. Приступљено 15. 7. 2007.
23. ↑  „International Women's Year Conference Records”. Thomas J. Dodd Research Center, University of Connecticut. Архивирано из оригинала 10. 9. 2006. г. Приступљено 15. 7. 2007.
24. ↑  „INTERNATIONAL WOMEN'S YEAR, GREATER CLEVELAND CONGRESS”. Case Western Reserve University. 31. 1. 2019. Приступљено 15. 7. 2007.
25. ↑  Bunch 2012, стр. 215.
26. ↑  „Women's Movement pp. 6”. SM Memory, State Library of South Australia. 4. 5. 2007. Приступљено 15. 7. 2007.
27. ↑  [tools.unifem.org/unifem_logos/UNIFEM-GraphicStandards.pdf Graphic Standards]. UNIFEM Headquarters, United Nations Secretariat document, New York.
28. ↑  Dangers on the road to complete emancipation. The Glasgow Herald. 22. October 1974.
29. ↑  Dove Symbol for Women. Associated Press, The Calgary Herald. 10 May 1974.